# Marjorie Thorpe
Marjorie Ruth Thorpe là một học giả, giảng viên, cựu nhà ngoại giao người Trinidad và là người phụ nữ đầu tiên đảm nhận chức vụ Chủ tịch Ủy ban Dịch vụ Công cộng (PSC) ở Trinidad và Tobago. Bà cũng là một học viên phát triển với mối quan tâm đặc biệt về các vấn đề giới tính.

## Tiểu sử

### Những năm đầu và giáo dục
Marjorie Thorpe sinh ra và lớn lên ở Tunapuna, Trinidad và theo học tại trường trung học Bishop Anstey ở cảng Tây Ban Nha. Bà tiếp tục học tại Đại học McGill ở Montreal, Quebec, Canada, nơi bà có bằng cử nhân tiếng Anh năm 1963 và bằng Thạc sĩ Văn học Anh năm 1965, và sau đó gia nhập Khoa tiếng Anh tại Đại học West Indies, St. Augustine, bà đã được trao học bổng của Cơ quan Phát triển Quốc tế Canada tại Đại học Queen của Canada, nơi bà đã hoàn thành bằng Tiến sĩ Văn học năm 1975.

### Nghề nghiệp
Marjorie Thorpe đã làm việc tại khoa của Đại học West Indies (UWI) trong hơn 20 năm. Bà phục vụ hai nhiệm kỳ tại khoa tiếng Anh tại cơ sở St Augustine của UWI từ năm 1979 đến năm 1985, và là Phó khoa và sau đó là Trưởng khoa Nghệ thuật và Nghiên cứu tổng quát từ năm 1985 đến 1988. Bà tiên phong giới thiệu Khóa học Nghiên cứu Phụ nữ và Phát triển đầu tiên tại UWI và sau đó là Điều phối viên của Chương trình Nghiên cứu Phụ nữ và Phát triển.
Từ 1988 đến 1992, bà là Đại sứ và Đại diện thường trực của Trinidad và Tobago tại Liên Hợp Quốc, và từ 1992 đến 1995 là phó giám đốc Quỹ Phát triển Phụ nữ Liên Hợp Quốc (UNIFEM). Bà cũng là Điều phối viên thường trú của các hoạt động vận hành hệ thống của Liên hợp quốc tại Barbados và khu vực Đông Caribê, và Đại diện thường trú của UNDP cho cùng khu vực. Bà cũng đã làm việc rong các hội đồng của các tổ chức quốc gia và quốc tế, bao gồm Ủy ban Dịch vụ Cảnh sát Trinidad và Tobago, cũng như Ngân hàng Cộng hòa, nơi bà là người phụ nữ đầu tiên được bổ nhiệm trong 17 năm.
Năm 2013, bà trở thành người phụ nữ đầu tiên làm chủ tịch Ủy ban Dịch vụ Công cộng của Trinidad và Tobago.
Là một người tham gia tại nhiều hội nghị, Marjorie Thorpe đã thực hiện các văn bản và bài diễn văn chủ đạo trên lĩnh vực chuyên môn bao gồm giới tính, phát triển và văn học Caribbean, và giữa các tác phẩm khác đã góp phần giới thiệu về cuốn tiểu thuyết của Earl Lovelace -The Wine of Astonishment. Ngoài ra, bà còn đóng vai trò quan trọng trong các sáng kiến viết sáng tạo trong khu vực, bao gồm cả vai trò điều phối viên cho Giải thưởng Nhà văn Khối thịnh vượng chung, phó chủ tịch hội đồng giám khảo của Giải thưởng OCM Bocas cho Văn học Caribbean và trong ban tổ chức của NGC Lễ hội Bocas Lit.

## Giải thưởng
Marjorie Thorpe là người nhận học bổng và danh dự bao gồm bằng Tiến sĩ Thư, honisisis, từ Đại học West Indies năm 2015, "vì sự cống hiến và phục vụ của bà cho UWI, cho đất nước và khu vực".